# Замок живих мерців
«Замок живих мерців» (італ. Il castello dei morti vivi) — фільм жахів 1964 року.

## Сюжет
Трупа циркових артистів прибуває в замок графа Драго, де повинні дати свій концерт. Граф захоплюється муміфікацією тварин за допомогою зілля, яке він сам винайшов. Незабаром графу захотілося робити мумії з людей, і циркові виконавці стали поповнювати його колекцію.

## У ролях
| Актор              | Роль                          |
| ------------------ | ----------------------------- |
| Крістофер Лі       | Граф Драго                    |
| Гая Германі        | Лаура                         |
| Філіп Леруа        | Ерік                          |
| Мірко Валентин     | Сандро                        |
| Дональд Сазерленд  | сержант Пол / відьма / старий |
| Ренато Терра       | поліцейський                  |
| Антоніо Де Мартіно | Нік                           |
| Лучано Пігоцці     | Дарт                          |
| Енніо Антонеллі    | Джанні                        |
| Жак Стані          | Бруно                         |
| Луїджі Бонос       | Марк                          |
| Давид де Кейзер    | Ерік                          |
| Роберт Рітті       | Бруно                         |